# ОШ „Ђорђо Панзаловић” Осиња
ОШ „Ђорђо Панзаловић“ је основна школа у Осињи код Дервенте. Објекат садашње централне школе у Осињи изграђен је 1961. године властитим средствима становништва осињског краја. У акцији „1000 нових школа у БиХ“ уз централну школу дограђен је и објекат са двије учионице и радионицом за радно и техничко образовање и васпитање.
Школа се налази у јужном дијелу општине Дервента којем гравитирају сљедећа насељена мјеста: Осиња, Горњи и Доњи Церани, Појезна, Црнча и дијелови насеља Горња Лупљаница, Доња Лупљаница, Велика Сочаница и Мала Сочаница. Од центра општине школа је удаљена 23 километра.
У послијератном периоду извршена је адаптација објеката централне и подручних школа.
У саставу централне, деветоразредне школе постоје 4 подручне школе и то у Горњим Церанима, Црнчи, Појезни и Доњој Осињи.
Иако је школа 70-их година 20. вијека бројала и до 1200 ученика, због велике емиграције становништва тај број се годинама смањивао. У школској 2014/15. години школу похађа 315 ученика распоређених у 25 одјељења, 9 виших и 16 нижих, а школу похађа и 15-оро дјеце са посебним потребама.
У истој години у школи је било запослено 56 радника од чега 17 наставника разредне наставе и 22 наставника предметне наставе.